# Cupa Balcanilor 1929-1931
Cupa Balcanilor 1929-1931 a fost prima ediție a Cupei Balcanice. Au participat patru echipe naționale: cele ale României, Greciei, Iugoslaviei și Bulgariei. România a câștigat trofeul, oferind și ambii golgheteri ai competiției, Bodola și Wetzer, cu câte șapte goluri fiecare. Albania a vrut să participe și ea la competiție, dar s-a retras înainte ca ea să înceapă.
| Țară       | M | V | E | Î | GM | GP | G   | PCT |
| ---------- | - | - | - | - | -- | -- | --- | --- |
| România    | 6 | 5 | 0 | 1 | 26 | 13 | +13 | 10  |
| Iugoslavia | 6 | 3 | 0 | 3 | 12 | 9  | +3  | 6   |
| Grecia     | 6 | 2 | 0 | 4 | 13 | 20 | -7  | 4   |
| Bulgaria   | 6 | 2 | 0 | 4 | 10 | 19 | -9  | 4   |

| 6 octombrie 1929  |       |            |
| România           | 2 : 1 | Iugoslavia |
| 26 ianuarie 1930  |       |            |
| Grecia            | 2 : 1 | Iugoslavia |
| 25 mai 1930       |       |            |
| România           | 8 : 1 | Grecia     |
| 12 octombrie 1930 |       |            |
| Bulgaria          | 5 : 3 | România    |
| 16 noiembrie 1930 |       |            |
| Bulgaria          | 0 : 3 | Iugoslavia |
| 7 decembrie 1930  |       |            |
| Grecia            | 6 : 1 | Bulgaria   |
| 15 martie 1931    |       |            |
| Iugoslavia        | 4 : 1 | Grecia     |
| 19 aprilie 1931   |       |            |
| Iugoslavia        | 1 : 0 | Bulgaria   |
| 10 mai 1931       |       |            |
| România           | 5 : 2 | Bulgaria   |
| 28 iunie 1931     |       |            |
| Iugoslavia        | 2 : 4 | România    |
| 25 octombrie 1931 |       |            |
| Bulgaria          | 2 : 1 | Grecia     |
| 29 novimbrie 1931 |       |            |
| Grecia            | 2 : 4 | România    |